# Jüdischer Friedhof (Brüggen, Kerpen)

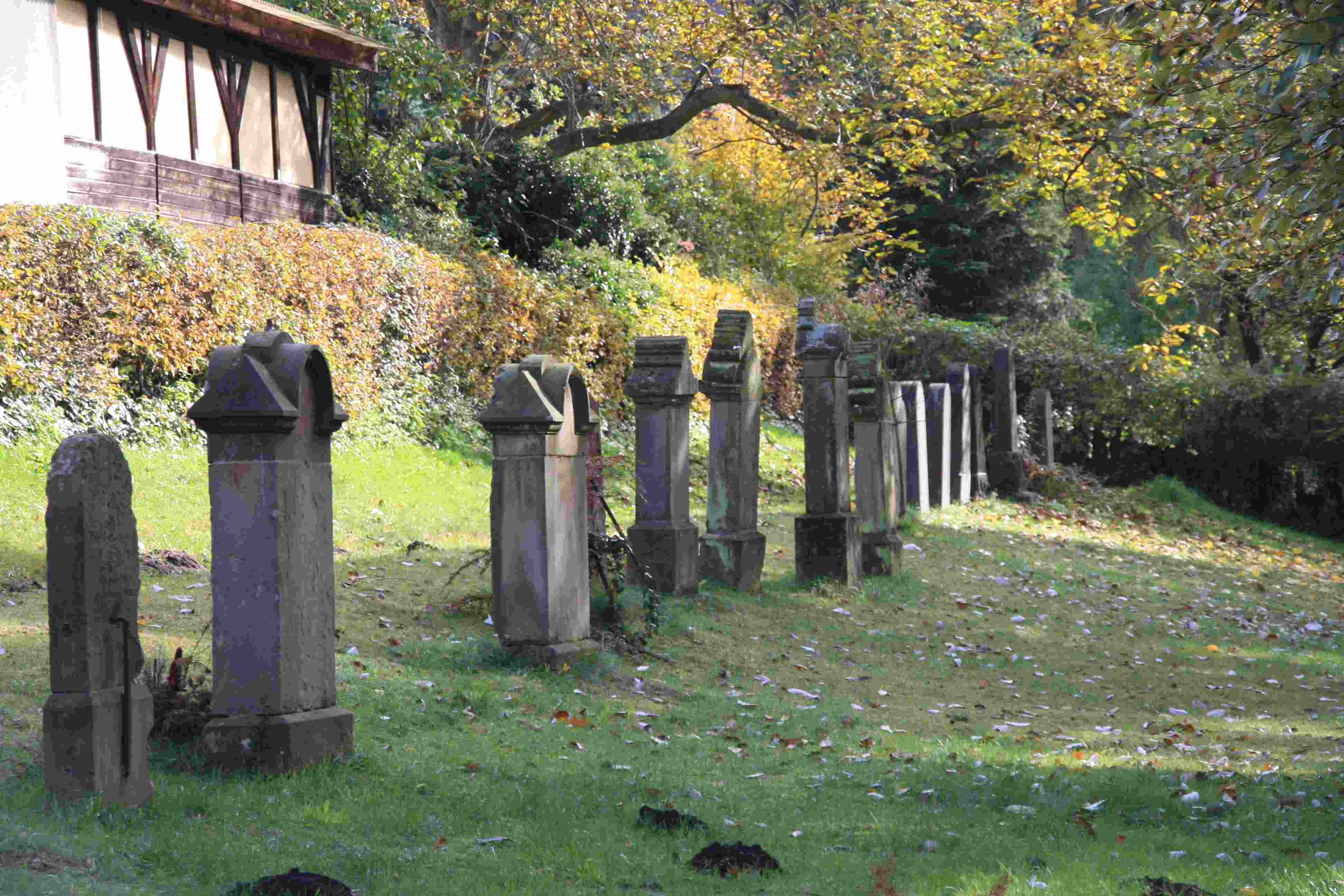
Teilansicht des Friedhofs

Der Jüdische Friedhof Brüggen liegt im Stadtteil Brüggen von Kerpen im Rhein-Erft-Kreis in Nordrhein-Westfalen.
Auf dem jüdischen Friedhof, der von Mitte des 19. Jahrhunderts bis 1938 belegt wurde, sind noch 16 Grabsteine vorhanden.
Der Friedhof liegt hinter dem Hochkreuz des städtischen Friedhofes in einem Hang. Der Eingang befindet sich hinter einem unscheinbaren Gartentor in der Waldstraße.